# Östanå
Östanå est une localité suédoise située dans la commune d'Östra Göinge en Scanie.
Sa population était de 98 habitants en 2015.